# Ensamble Chancho a Cuerda

Ensamble Chancho a Cuerda. Fotografía: Josefina Chevalier / Vestuario: DACAL (Flor Dacal / Loca Dacal)

El Ensamble Chancho a Cuerda es un septeto musical argentino formado en noviembre de 2006. Trabaja colectivamente sobre composiciones propias y ajenas, arreglos, canciones e improvisaciones creando una música popular contemporánea y latinoamericana sin géneros.

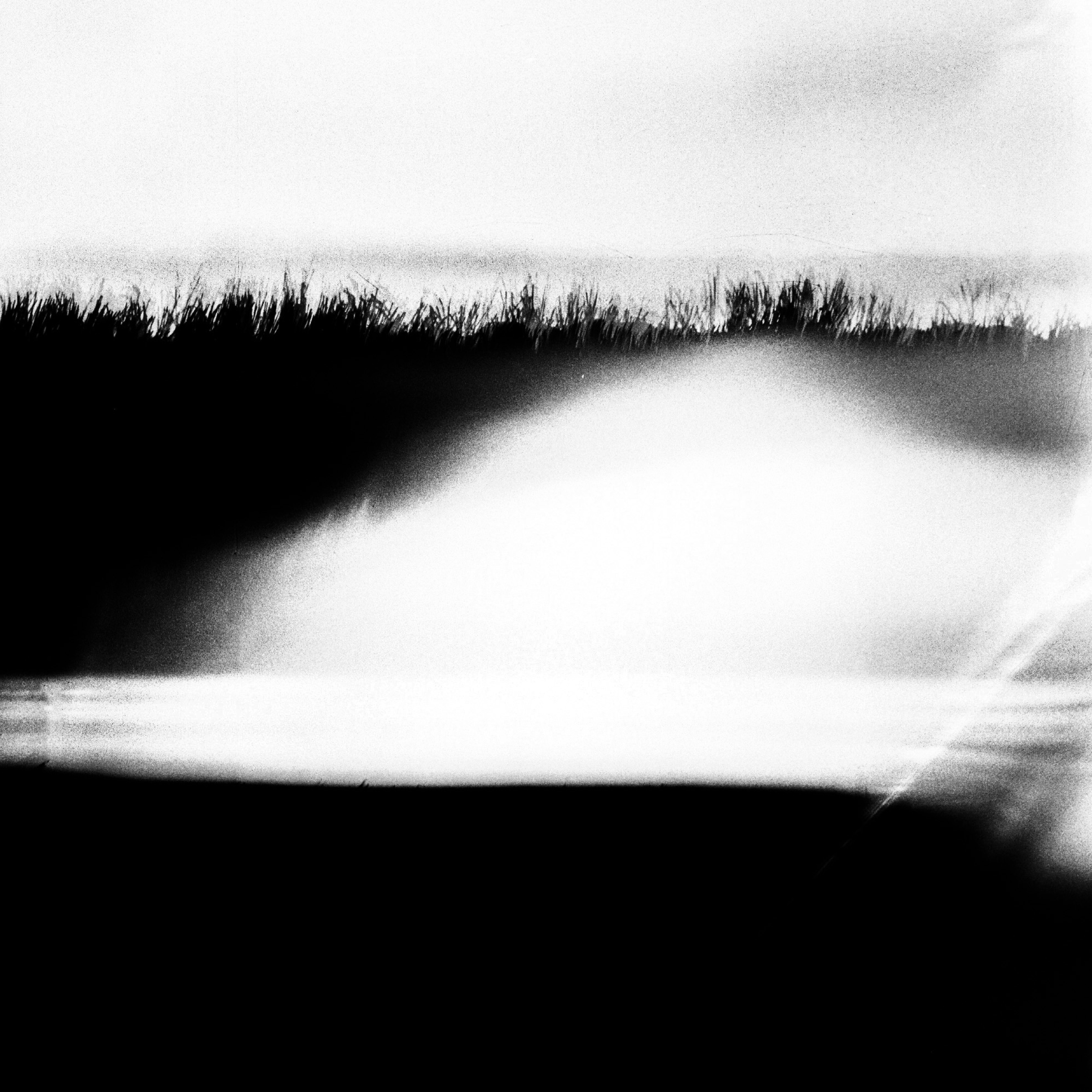
Portada de POSDATA (2018, Elefante en la Habitación!), 4.º álbum del Ensamble Chancho a Cuerda. Fotografía: Josefina Chevalier

A lo largo de su carrera ha compartido presentaciones con músicos como Liliana Herrero (Argentina), Leo Masliah (Uruguay), Hugo Fattoruso (Uruguay), Luiz Carlos Borges (Brasil), Vitor Ramil (Brasil), Benjamim Taubkin (Brasil), Ná Ozzetti (Brasil), Diego Schissi (Argentina), Duratierra (Argentina) y Juan Cruz de Urquiza (Argentina) entre muchos otros.
El Ensamble ha participado de numerosos festivales tanto argentinos e internacionales, como el Músicas del Sur (San Pablo, Brasil), el Jazz a la Calle (Mercedes, Uruguay), Porto Alegre Em Cena (Porto Alegre, Brasil), el BA Jazz y el Encuentro Federal de la Palabra (Buenos Aires, Argentina) entre otros.

## Integrantes
Está formado por:
- Nicolás Rallis (guitarras acústicas y voz)
- Lautaro Matute (guitarras eléctricas y voz)
- Julián Galay (bajo acústico y eléctrico)
- Nahuel Carfi (piano, rhodes, órganos y samples)
- Manuel Rodríguez Riva (clarinetes, flautas, armónicas)
- Joaquín Chibán (violín)
- Agustín Lumerman (baterías y percusión)

## Discografía
Ha editado cuatro álbumes:
- Contrastes (2010, UMI),
- Subversiones (2012, Vinilo Discos)
- Deconstrucción (2014, NoSeso Records)
- Posdata (2018, Elefante en la Habitación!)

## Premios
Recibió el Premios Gardel por Mejor Álbum Instrumental-Fusión-World Music 2013 por su segundo trabajo discográfico, Subversiones,  mientras que Deconstrucción, el siguiente disco, fue nominado a Premio Gardel por Mejor Ingeniería de Grabación 2015. En 2019 ha recibido una nominación a los Premios Gardel por su álbum Posdata en la categoría Mejor Álbum Instrumental-Fusión-World Music.